# Canto coletivo
Canto Coletivo, (Latim Choralis cantus), Arte ou técnica de se cantar em grupo. Uma das especialidades do Canto Coral.

## Principia

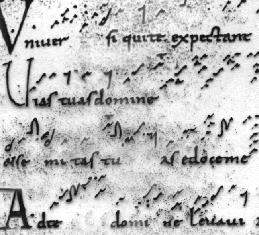
Neumas indicando como se deveria cantar as palavras

O cantar em coletividade, sob o ponto de vista da técnica artística, é uma atividade diversa do cantar individual, ou canto solo. Essa diferenciação se faz importante no sentido de estabelecer um divisor entre essas diferentes técnicas.
Os primeiros registros contendo comentários "técnicos" a respeito da maneira como se deve cantar essa ou aquela canção se dá no séc X, quando monges da europa registravam em escrita neumática a maneira como os textos deveriam ser cantados. A medida que o coro foi crescendo e novos cantores e cantoras foram se agregando aos grupos, também foram se desenvolvendo técnicas vocais apropriadas a cada repertório. Na atualidade os grupos de Canto Coral desenvolvem performances baseadas em técnicas de canto, técnicas respiratórias e técnicas de interpretação.